# Pascal Hervé
Pascal Hervé (ur. 13 lipca 1964 w Tours, zm. 24 grudnia 2024) – francuski kolarz.
Ścigał się w drużynach Festina, Team Polti i Alexia Alluminio. Zwyciężył na 6. etapie Giro d’Italia 1995. Trzy lata później wygrał Bretagne Classic Ouest-France i Trophée des Grimpeurs. Parokrotnie triumfował zarówno w klasyfikacjach górskich, jak i sprinterskich różnych wyścigów.